# لا پبلا د ماسسالوکا
لا پبلا د ماسسالوکا (به اسپانیایی: La Pobla de Massaluca) یک شهرستان در اسپانیا است که در Terra Alta واقع شده‌است.

## خصوصیات
لا پبلا د ماسسالوکا ۴۳٫۴ کیلومترمربع مساحت و ۳۶۴ نفر جمعیت دارد و ۵۴۲ متر بالاتر از سطح دریا واقع شده‌است.